# Кондратьев, Максим Валерьевич
Макси́м Вале́риевич Кондра́тьев (род. 20 января 1983, Тольятти, Куйбышевская область) — российский хоккеист. Обладатель кубка Гагарина 2011 года. Двукратный чемпион мира в возрасте до 20 лет. Мастер спорта России международного класса.

## Карьера
Начинал играть в Тольятти. Воспитанник хоккейной школы тольяттинской «Лады». В 2001 году на драфте НХЛ выбран в шестом раунде под общим 168 номером командой «Торонто Мейпл Лифс». В 2002—2004 годах в 90 матчах за «Ладу» забросил пять шайб и сделал шесть передач. Играл за молодежную сборную России на чемпионатах мира 2002 и 2003 года, выиграв оба раза золотые награды. 3 марта 2004 года состоялся обмен игрока из «Торонто» в «Нью-Йорк Рейнджерс» вместе с правом выбора в первом и втором раундах выбора на Браяна Литча и право выбора в четвёртом раунде дратфа. В 2004—2005 годах, во время локаута в НХЛ, после 13 игр за «Хартфорд» (АХЛ), в которых набрал пять очков (1+4), вернулся в «Ладу» (32 игры, 2+4), став серебряным призёром чемпионата России.
В середине 2000-х продолжал путешествовать между Россией и Северной Америкой (АХЛ), выступая порой за национальную сборную. 8 января 2006 года из «Нью-Йорк Рейнджерс» в «Анахайм Майти Дакс» на Петра Сикору и право выбора в четвёртом раунде драфта. В 2007 году стал бронзовым призёром чемпионата мира, 9 игр (0+0). В сезоне 2007-08 не сумев закрепиться в «Анахайме», оказался в СКА.
Первый сезон КХЛ 2008/09 провел в составе ЦСКА, забросив одну шайбу и сделав восемь передач в 42 матчах.
19 июля 2016 подписал однолетний контракт с хабаровским «Амуром».

## Достижения
- Обладатель кубка Гагарина 2011

## Статистика
| Легенда | Легенда                    | Легенда | Легенда                   | Легенда | Легенда    |
| ------- | -------------------------- | ------- | ------------------------- | ------- | ---------- |
| И       | Количество проведённых игр | Штр     | Штрафное время            | +/−     | Плюс-минус |
| Г       | Голы                       | П       | Голевые передачи          | О       | Очки       |
| -       | Статистика неизвестна      | —       | Статистика не учитывалась |         |            |

### Клубная карьера
- a В этом сезоне в «Плей-офф» учитывается статистика игрока в Кубке Надежды.